# Pletenje
Pletenje ili štrikanje je postupak kojim se izrađuje tzv. pletena roba kao što su čarape, puloveri, rublje i dr.
Pletena roba razlikuje se od tkanina po tome što se čitava tvorevina sastoji od očica koje se međusobno zahvaćaju, dok se u tkaninama dva sustava niti ktrižaju u pravilu pod pravim kutom.
Najjednostavniji oblik pletenja je tzv. ručno pletenje, kod kojih se očice pomoću pletaćih igala jedna za drugom oblikuju od jedne poprećno tekuće niti i nanose na jednu od igala, sve dok se ne dobije željena dubina. Smanjivanjem ili dodavanjem broja očica u pojedinom redu oblikuje se pletivo po širini.
Danas postoje strojevi kojima se plete. Osnovne vrste pletenina su kulirna (koja se izradjuje od nizova petlja) i osnovina pletenina (izradjuje se okomitim nizovima petlja, svaka nit na stroju odgovara jednom nizu petlji).

## Vanjske poveznice
- Pletivo Hrvatska tehnička enciklopedija, portal hrvatske tehničke baštine. LZMK

Pletenje.net - Sve o pletenju